# Inge Wersin-Lantschner
Inge Wersin-Lantschner, avstrijska alpska smučarka, * 26. januar 1905, Innsbruck, † 16. junij 1997, Innsbruck.
Nastopila je na treh svetovnih prvenstvih v letih 1931, 1932 in 1933. Najuspešnejša je bila na prvenstvu leta 1933, ko je osvojila naslove prvakinje v vseh treh disciplinah, smuku, slalomu in kombinaciji. Na ostalih dveh prvenstvih je osvojila še po eno srebrno medaljo v vseh treh disciplinah.
Tudi njeni sorojenci Hadi, Otto, Gustav in Gerhard so bili alpski smučarji.